# Peter Essoka
Peter Essoka est un journaliste camerounais, il est président du Conseil National de la Communication au Cameroun.

## Biographie

### Carrière
Peter Essoka est un journaliste sportif qui commente, dans les années 1970, les matchs de football. Il dépasse les 40 ans de fonction. Au début des années 1990, avec le multipartisme, son programme «Hotline» est devenu un forum d'expression de points de vue. Oncle «P» a présenté les messages du chef de l’État à la population anglophone. Il est en retraite du service actif à la CRTV.
Peter Essoka est président du conseil national de la communication au Cameroun,,,. 
Il est par ailleurs président du réseau de instances africaines de régulation de la communication (Riarc),.
Il est quelquefois accusé par des journalistes,,.
En 2015, il devient président du Conseil national de la Communication,. En 2021, il est écarté par un décret du président de la République au profit de Joseph Chebonkeng Kalabuse.